# Девятинская волость
Девятинская во́лость — волость в составе Вытегорского уезда Олонецкой губернии Российской Империи, РСФСР. Волостное правление располагалось в селении Девятинский погост.
В настоящее время территория Девятинской волости относится в основном к Вытегорскому району Вологодской области.

## История
В ходе реформы административно-территориального деления СССР в 1927 году волость была упразднена.

## Состав
В состав волости входили сельские общества, включающие 44 деревни:
- Девятинское общество
- Илекское общество
- Рубежское общество

### Населённые пункты
| Девятинское общество                                              |       |         |       |                   |
| Поселение                                                         | Семей | Человек | До ВП | Школа             |
| Корбо-ручей при Мариинской системе (река Вытегра)                 | 6     | 41      | 6     | В 1 версте        |
| Выселок Алексеевский при Мариинской системе (река Вытегра)        | 6     | 40      | 5     | В 2 верстах       |
| Выселок Федоровский при Мариинской системе (река Вытегра)         | 3     | 16      | 5     | В 3 верстах       |
| Выселок Валги при Мариинской системе (река Вытегра)               | 12    | 37      | 4     | В 4 верстах       |
| Ялосарь при Мариинской системе (река Вытегра)                     | 25    | 168     | 3     | В 3 верстах       |
| Прокинская при Мариинской системе (река Вытегра)                  | 6     | 35      | 3     | В 3 верстах       |
| Угольская при Мариинской системе (река Вытегра)                   | 9     | 59      | 3     | В 3 верстах       |
| Даниловская при Мариинской системе (река Вытегра)                 | 16    | 100     | 1     | В 1 версте        |
| Юсова при Мариинской системе (река Вытегра)                       | 12    | 76      | 1     | В 1 версте        |
| Выселок Кандусы при Мариинской системе (река Вытегра)             | 18    | 110     | 2     | В 2 верстах       |
| Новинка при Мариинской системе (река Вытегра)                     | 16    | 97      | 2,5   | В 2,5 верстах     |
| Новое село при Мариинской системе (река Вытегра)                  | 14    | 67      | 2     | В 2 верстах       |
| Нижняя Пильчина при Мариинской системе (река Вытегра)             | 22    | 139     | 1     | В 1 версте        |
| Верхняя Пильчина при Мариинской системе (река Вытегра)            | 4     | 23      | 1     | В 1 версте        |
| Бродовская при Мариинской системе (река Вытегра)                  | 8     | 52      | 0,5   | В 0,25 версты     |
| Выселок Каменное при Мариинской системе (река Вытегра)            | 8     | 58      | 0,5   | В 0,25 версты     |
| Лонская при Мариинской системе (река Вытегра)                     | 25    | 153     | 0,13  | Есть              |
| Парфиевская (Девятины) при Мариинской системе (река Вытегра)      | 33    | 175     | 0     | В смежном селении |
| Патракиевская (Девятины) при Мариинской системе (река Вытегра)    | 13    | 69      | 0     | В смежном селении |
| Пилатниковская (Девятины) при Мариинской системе (река Вытегра)   | 3     | 22      | 0     | В смежном селении |
| Белый ручей при ручье Белом                                       | 36    | 214     | 3     | В 3 верстах       |
| Гендриковская пустошь при ручье Белом                             | 6     | 38      | 3     | В 3 верстах       |
| Пироговская пустошь (Тяпуги) при ручье Белом                      | 22    | 107     | 3     | В 0,5 версты      |
| Великий двор при ручье Белом                                      | 25    | 139     | 3     | В 3 верстах       |
| Пахомова при Мариинской системе (река Вытегра)                    | 8     | 50      | 6     | В 2 верстах       |
| Мильгачева при Мариинской системе (река Вытегра)                  | 4     | 23      | 7     | В 1 версте        |
| Скачкова при Мариинской системе (река Вытегра)                    | 10    | 62      | 8     | В 0,5 версты      |
| Гришина при Мариинской системе (река Вытегра)                     | 10    | 63      | 9     | Есть              |
| Оськина пустошь при Мариинской системе (река Вытегра)             | 11    | 72      | 10    | В 2 верстах       |
| Выселок при Волоковом мосте при Мариинской системе (река Вытегра) | 6     | 40      | 10    | В 2 верстах       |
| Николаевский выселок при Мариинской системе (река Вытегра)        | 11    | 52      | 12    | В 4 верстах       |
| Николаевский полушлюзок при Мариинской системе (река Вытегра)     | 4     | 25      | 13    | В 5 верстах       |
| Талица при Мариинской системе (река Вытегра)                      | 7     | 44      | 13    | В 7 верстах       |
| Итого                                                             | 419   | 2466    |       | 2                 |
| Илекское общество                                                 |       |         |       |                   |
| Поселение                                                         | Семей | Человек | До ВП | Школа             |
| Илекса при реке Илексе                                            | 27    | 151     | 16    | Есть              |
| Пустынька при озере Гейкозере                                     | 10    | 61      | 18    | В 2 верстах       |
| У Родника Илекса при колодцах                                     | 6     | 39      | 15    | В 1 версте        |
| Новорасчистная поляна при колодцах                                | 3     | 23      | 15    | В 1 версте        |
| Итого                                                             | 46    | 274     |       | 1                 |
| Рубежское общество                                                |       |         |       |                   |
| Поселение                                                         | Семей | Человек | До ВП | Школа             |
| Нижний Рубеж (Навручей) при Мариинской системе (река Вытегра)     | 19    | 121     | 15    | В 2 верстах       |
| Средний Рубеж при Мариинской системе (река Вытегра)               | 8     | 53      | 16    | В 1 версте        |
| Верхний Рубеж при Мариинской системе (река Вытегра)               | 9     | 62      | 17    | Есть              |
| Петровский выселок при Мариинской системе (река Вытегра)          | 9     | 54      | 18    | В 1 версте        |
| Мариинский выселок при Мариинской системе (река Вытегра)          | 1     | 5       | 18    | В 1,5 верстах     |
| Ново-Петровская при Мариинской системе (река Вытегра)             | 3     | 19      | 18    | В 1 версте        |
| Маткозерский выселок при озере Маткозере                          | 2     | 10      | 19    | В 2 верстах       |
| Итого                                                             | 51    | 324     |       | 1                 |

## Население
На 1890 год численность населения волости составляла 2154 человека.
На 1905 год численность населения волости составляла 3064 человека.

## Инфраструктура
Личное подсобное хозяйство с зоной сельскохозяйственного использования, индивидуальная застройка усадебного типа.
Основа экономики — сельское хозяйство. В волости на 1905 год насчитывалось 948 лошадей, 616 коров и 1375 голов прочего скота.